# Laterallus fasciatus
Il rallo bandenere o schiribilla fasciata (Laterallus fasciatus P. L. Sclater e Salvin, 1868) è un uccello della famiglia dei Rallidi originario dell'Amazzonia occidentale.

## Descrizione
Il rallo bandenere misura 18–20 cm di lunghezza. Il piumaggio è castano su testa, collo e petto, marrone-oliva su regioni superiori, ali e coda, e color cannella barrato di nero dai fianchi alle copritrici del sottocoda. La coda è breve. L'iride è color rosso spento, il becco è nerastro e le zampe e i piedi rosso corallo. I sessi sono simili.

## Distribuzione e habitat
Il rallo bandenere vive nelle regioni tropicali dell'Amazzonia superiore, a est delle Ande: si incontra nell'Ecuador orientale (soprattutto nelle province del Napo e di Sucumbíos), nel Perù orientale (compresa la Provincia di Mariscal Ramón Castilla, nel nord-est del Paese), nella Colombia meridionale e sud-orientale (dipartimenti di Caquetá, Putumayo e Amazonas) e nell'Amazzonia brasiliana occidentale (tra il Rio Solimões e il Rio Purús).
Popola le paludi e le zone inondate ricoperte da erba alta.

## Biologia
È uno dei Rallidi più sfuggenti, dal momento che predilige le zone di fitta vegetazione erbacea, dove passa inosservato, e la sua biologia è pressoché sconosciuta. Probabilmente è monogamo e almeno durante la stagione degli amori (che in Colombia cade a giugno) vive in coppie. Ciascuna covata comprende circa quattro uova.